# Marianne Denicourt
Marianne Denicourt, född Marianne Cuau 14 maj 1966 i Paris, är en fransk skådespelerska.

## Roller i urval
- 1988 – Franska stunder
- 1991 – Den sköna satmaran
- 1992 – La Sentinelle
- 1995 – Haut bas fragile (även manus)
- 1995 – Oskyldiga lögner
- 1999 – Balzac - en passion för livet
- 2014 – Bödeln från Bastille
- 2014 – Hippokrates
- 2019 – Livets bästa år